# Еврейский музей в Мюнхене
Еврейский музей в Мюнхене (ивр. המוזיאון היהודי במינכן‎), финансируется отделом культуры Мюнхена. Он является частью еврейского центра и находится на площади святого Якова. Был открыт 22 марта 2007 года.

## История
Обсуждение создания музея началось в 1928 году. Одним из инициаторов его стал школьный учитель Абрахам Штраус, воодушевлённый примером первого в мире венского еврейского музея. Но эта идея вошла в противоречие с историческими обстоятельствами Германии того времени и не была реализована. После Холокоста долголетний председатель еврейской общины, Ханс Ламм, поддерживал идею создания такого музея, но не смог её реализовать.
В 1980-х годах галерист Ричард Гримм открыл частный еврейский музей в небольшом (28 квадратных метров) помещении на улице Максимилианштрасе.
Через 10 лет музей был закрыт по финансовым причинам. Его собрание было передано местной еврейской общине в дар. Община переместила экспозицию в выставочный зал по адресу Reichenbachstraße 27, в котором городской музей Мюнхена проводил в те годы различные выставки. Этим «музеем переходного периода» руководил сам Ричард Гримм до 2001, затем им занималось городская еврейская община, работая совместно с Мюнхенским городским музеем и с городском архивом.
По планам еврейской общины, наряду со строительством главной синагоги и общинного центра, на площади святого Якова, был также запланирован и построен «Еврейский музей столицы Федеральной земли Мюнхен». Здание было создано бюро архитекторов «Wandel, Hoefer und Lorch» из Саарбрюккена и было профинансировано городом Мюнхен суммой в 13,5 миллион евро. 22 марта 2007 года состоялось открытие нового здания музея.
С 2008 в музее можно проходить австрийскую службы памяти жертв Холокоста.

## Выставка
Выставка простирается на 900 квадратных метрах и размещается на 3 этажах.
В полуподвальном этаже находится постоянная выставка
«голоса-места-времена» о еврейской истории и современности города Мюнхена. На втором и на третьем этажах сменяют друг друга выставки с разными темами. На первом этаже находится еврейский книжный магазин и кафетерий.
Мюнхенским городским советом был приглашён в качестве директора основания культурный работник Бернхард Пурин, который прежде руководил Еврейский Музей Франконии в Фюрте и в Шнайттахе. В первый год существования Еврейский музей в Мюнхене принял 100 000 посетителей.
Программа посредничества еврейского музея проводится в кооперации с народным университетом города Мюнхена. Часть выставочных залов была отдана рабочим группам и для посреднической работы и классами и молодежыми группами.

## Здание музея
Еврейский музей в Мюнхене расположен в части комплекса, состоящего из трёх зданий. Этот комплекс зданий был спроектирован архитекторами Реной Вандел-Хёфер и Вольфгангом Лорхом, получившими контракт после архитектурного конкурса 6 июля 2001 года. Музей выполнен в виде отдельно стоящего куба с прозрачным вестибюлем первого этажа. На двух верхних этажах расположены меняющиеся выставки, учебный центр и библиотека. Постоянная экспозиция музея находится на нижнем уровне. Строительство всего комплекса зданий обошлось примерно в 17,2 миллиона евро. Финансирование было предоставлено городом Мюнхен.